# Phanerotoma gracilipes
Phanerotoma gracilipes är en stekelart som först beskrevs av Szepligeti 1914.  Phanerotoma gracilipes ingår i släktet Phanerotoma och familjen bracksteklar. Inga underarter finns listade i Catalogue of Life.